# Czarna Korona
Czarna Korona (tyb.: ཞྭ་ནག་, Wylie: zhwa nag) – ceremonialne nakrycie głowy najwyższego nauczyciela buddyzmu tybetańskiego linii Karma Kagyu, Karmapy, zwanego również Lamą Czarnej Korony. Jest ważnym symbolem, oznaczającym moc przynoszenia przez Karmapę pożytku czującym istotom. Odpowiadająca jej Czerwona Korona jest noszona przez Szamarpę.
Korona (tyb. rang 'byung chopen – świecąca własnym blaskiem) według tradycji została utkana przez dakinie z ich własnych włosów i podarowana Karmapie na znak rozpoznania jego duchowego urzeczywistnienia. Fizyczna korona prezentowana przez Karmapów została podarowana V Karmapie Deszinowi Sziegpie przez chińskiego cesarza jako materialna reprezentacja duchowej.
Obecnie jest przechowywana w Rumteku (Sikkim), który był ostatnim domem XVI Karmapy Rangdziung Rigpi Dordże.

## Symbolika Korony
Legenda mówi, że w poprzednich eonach, w poprzednim życiu zrealizowany jogin Karmapa osiągnął dziewiąty stopień (skt. bhumi) bodhisattwy. Wtedy 100 tysięcy dakiń zamanifestowało swoje włosy jako koronę i podarowało ją Karmapie jako symbol jego urzeczywistnienia.

## Pochodzenie fizycznej Korony
Tradycyjnie Karmapowie byli nauczycielami kolejnych chińskich cesarzy. Na początku XV wieku V Karmapa Deszin Sziegpa odwiedził ówczesną stolicę cesarstwa chińskiego Nankin i spotkał cesarza Yung Lo. Poprzez oddanie i duchowe urzeczywistnienie cesarz mógł zobaczyć Karmapę w formie Sambhogakayi w postaci Vajradhara (tyb. Dorje Chang) noszącego czarną koronę na głowie. Karmapa wyjaśnił cesarzowi, że to co mógł zobaczyć to była Korona Wadżry pole energii mocy mądrości, które zawsze znajduje się na głowie Karmapy.
Cesarz pod wpływem tej wizji postanowił podarować Karmapie fizyczną replikę Korony, aby również inni mogli ją zobaczyć i otrzymać to błogosławieństwo. W tym celu wysłał swoich posłańców do tysięcy kobiet które były czczone jako wcielone dakinie. Każdą z nich poproszono o ofiarowanie kilku swoich czarnych włosów, z których następnie spleciono czarną koronę wysadzaną drogocennymi klejnotami i uwieńczono wielkim rubinem.
Używając jej V Karmapa rozpoczął tradycję Ceremonii Czarnej Korony, którą aż do czasów XVI Karmapy wykonywali kolejni Karmapowie.

## Ceremonia Czarnej Korony
Przygotowując się do ceremonii Karmapa medytuje by stać się nieoddzielnym od bodhisattwy współczucia Czenrezig, wykonuje podarowanie mandali i siedmioczęściową modlitwę. Ma to na celu zapewnienie dobrych wrażeń dla późniejszej ceremonii. Wtedy Karmapa umieszcza koronę na swojej głowie i recytuje mantrę Om mani peme hung przekazującą błogosławieństwo do każdego uczestnika ceremonii, tak że dzięki temu mogą oni je otrzymać.

## Czarna Korona w XX wieku
We wczesnych latach 60. Karmapa przeniósł Czarną Koronę i inne wartościowe relikwie linii Karma Kagyu do klasztoru Rumtek w Sikkimie. Były tam przechowywane bezpiecznie po śmierci XVI Karmapy aż do 1993.
Późniejszy rozłam w tej linii spowodowany kontrowersjami wokół ustalenia XVII inkarnacji Karmapy spowodował konflikt również w obrębie klasztoru. W 1993 roku klasztor Rumtek, został przejęty przez zwolenników Situ Rinpocze i popieranego przez niego kandydata na XVII Karmapę, a dotychczasowi rezydenci – mnisi XVI Karmapy – zostali z niego usunięci siłą. Podobno od tamtego czasu z klasztoru zniknęło wiele wartościowych przedmiotów. Lokalizacja i stan Czarnej Korony są obecnie nieznane.